# Вибе, Юхан
Юхан Вибе (дат. Johan Vibe; 16 апреля 1637, Франция — 20 февраля 1710, Христиания) — датский военный деятель и инженер. Наместник Норвегии с 10 апреля 1708 вплоть до своей смерти.

## Биография
Внебрачный сын датского дворянина Педера Вибе (ок. 1596 — 1658) и неизвестной француженки. Был воспитан как законный сын и сопричислен к гербу своего отца. Получил военное образования в Нидерландах, и, закончив его в 1659 году, вскоре после этого вступил в норвежскую армию. Участвовал в Датско-шведская война (1675—1679). Получил звание майора в 1675 году и подполковника — в 1676 году. Командуя эскадрой, оказал поддержку флоту, с которым наместник Норвегии Гюлленлёве атаковал провинцию Бохуслен, которая по Роскилльскому миру 1658 года была передана от Норвегии Швеции. Вибе держал корабли противника в ловушке, мешая им выйти в море.
Получив в 1682 году чин генерал-майора, Вибе был переведён в Тронхейм в качестве командира норвежских войск к северу от горы Доврефьелль. В 1693 году Юхан Вибе был возведён в рыцари ордена Данеброг.
В 1708 году получил чин тайного советника (geheimeråd) и назначен наместником Норвегии.